# Perseguitato dalla fortuna
Perseguitato dalla fortuna (29th Street) è un film statunitense del 1991 diretto da George Gallo.

## Trama
Frank Pesce Jr. è un uomo molto fortunato, al contrario di suo padre, Frank Sr. Dopo aver acquistato un biglietto della lotteria, Frank Jr. scopre di avere buone probabilità che il biglietto sia vincente, ma dovrà decidere cosa fare poiché Frank Sr. ha dei debiti di gioco con dei mafiosi, che sarebbero disposti a prendere in cambio il biglietto. 